# Марк Умидий Квадрат Аниан
Марк Умидий Квадрат Аниан (на латински: Marcus Ummidius Quadratus; * 138/139, † 182) e политик и сенатор на Римската империя през 2 век.

## Биография
Произлиза от фамилията Умидии, една от първите фамилии на Рим. Гай Умидий Квадрат (суфектконсул 118 г.) е негов дядо. Син е на Гай Умидий Квадрат Аниан Вер (Умидий Квадрат, суфектконсул 146 г.) и Ания Корнифиция Фаустина, сестра на император Марк Аврелий. Брат е на Умидия Корнифиция Фаустина.
През 167 г. Аниан е редовен консул заедно с Луций Вер. Вероятно той осиновява Марк Клавдий Умидий Квадрат, който става през 182 г. заговорник против император Комод.